# (882) Swetlana
(882) Swetlana – planetoida z pasa głównego asteroid okrążająca Słońce w ciągu 5 lat i 198 dni w średniej odległości 3,13 au. Została odkryta 15 sierpnia 1917 roku w Obserwatorium Simejiz na górze Koszka na Półwyspie Krymskim przez Grigorija Nieujmina. Nie wiadomo na czyją cześć została nazwana. Przed nadaniem nazwy nosiła oznaczenie tymczasowe (882) 1917 CM.